# Ibrim
Ibrim o Qasr Ibrim (àrab: قصر إبريم, Qaṣr Ibrīm) fou un llogaret d'Egipte a la governació d'Assuan, a la riba oriental del Nil. Està a uns 250 km al nord de Wadi Halfa.
El lloc va quedar submergit el 1966 per les aigües del Llac Nasser.
Tenia restes d'un establiment egipci amb algunes capelles que corresponen a l'època entre Hatshepsut, Tuthmosis III, Amenofis II i Ramsès II. Una d'elles fou construïda per Setau virrei de Kus amb Ramsès II.